# Porzione Massiccia Crew
Porzione Massiccia Crew (nota come PMC) è stato un collettivo italiano attivo a Bologna tra il 1992 e il 2005.

## Storia del gruppo
La Porzione Massiccia Crew venne formata nel 1995 per iniziativa di Inoki, Pazo e Gianni KG e inizialmente si occupava di writing: Inoki si firmava come Enok e Pazo si firmava come Paniko. Nel 1998 il collettivo debuttò sulle scene musicali con il mixtape Demolizione 1, che ha visto anche la presenza di Joe Cassano, Rischio, Word, DJ Locca e DJ Iena in qualità di componenti della PMC mentre tra i collaboratori parteciparono Shezan il Ragio, Fabri Fibra, Chime Nadir, Deda e DJ Lugi. Nel 1999 si aggiunsero al collettivo anche Lamaislam e Nest.

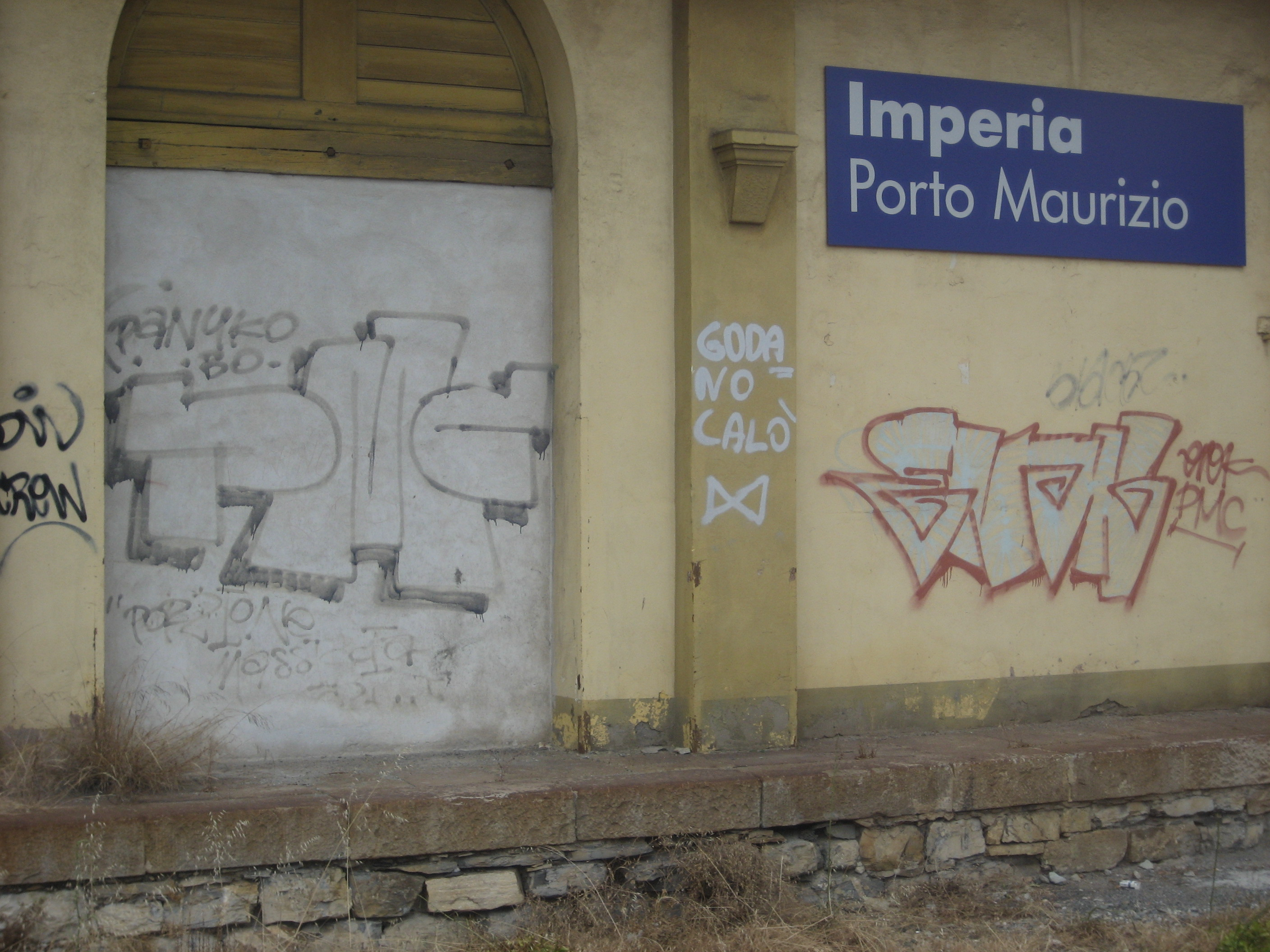
Tag della Porzione Massiccia Crew alla Stazione di Imperia Porto Maurizio: Pazo (Paniko) e Inoki (Enok)

Nel 2001 Inoki pubblica l'album 5º Dan, a cui partecipano Lamaislam, Rischio, Nest, Gianni KG, Word e i nuovi membri Royal Mehdi e Shablo per le parti vocali (quest'ultimo anche come beatmaker), mentre per il lato musicale hanno contribuito DJ Jay Kay, Next One, DJ Locca e DJ Iena; nel disco è inoltre presente il brano Stile di Joe di Joe Cassano, membro del collettivo deceduto nel 1999. Nel 2002 Rischio ha pubblicato l'EP Monodroga e nello stesso anno è stata la volta di Demolizione 2, seconda pubblicazione della PMC a cui prendono parte tutti i componenti del collettivo (Inoki, Lamaislam, Gianni KG, Nest, Royal Mehdi, Rischio, Word, Shablo, DJ Jay Kay, DJ Iena e DJ Locca) e i nuovi componenti Mopashà, Nunzio StreetChild e Gora; al disco hanno inoltre collaborato numerosi artisti, tra cui Shezan il Ragio, Nas, Arab, Booba, Tragedy Khadafi, Black Moon e Raekwon. Questo CD comprende la traccia Summer Lainz, l'unica a cui partecipano tutti gli MC della PMC. Durante la traccia Demolizione pt.2 di Inoki oltre tutti gli MC e tutti i beatmaker vengono nominati anche Pazo (writer), Chiodo (writer ai tempi, adesso MC), Twice (DJ house) Mr. Brown e Ramòn (breaker).
Nel 2004 la PMC collabora con i Club Dogo per la realizzazione del mixtape PMC VS Club Dogo - The Official Mixtape, dove per la PMC partecipano Inoki, Lamaislam, Gianni KG, Nunzio StreetChild, Mopashà, Royal Mehdi, Rischio, Word, Shablo e DJ Locca, mentre oltre ai Club Dogo hanno preso parte alcuni componenti del collettivo Dogo Gang: Vincenzo da Via Anfossi, Marracash e DJ El Dedo. Nello stesso anno Rischio fa uscire il disco Lo spettacolo è finito a cui collaborano Inoki, Royal Mehdi, Puppiddhru e Soul Boy.
Nel 2005 Inoki fa uscire Fabiano detto Inoki a cui collaborano Tek Money, Lady T, Lamaislam, Nunzio, Gora, Mopashà, Gianni KG, Royal Mehdi e Rischio. Nello stesso anno la PMC ha cessato la propria attività, suddividendosi in più crew. Nel 2006 si formano i Newkingz, gruppo composto da Inoki, Lamaislam, Tek Money, Pazo, Lady T, Nunzio StreetChild e Ciro; nello stesso anno sono usciti Reloaded - Lo spettacolo è finito Pt. 2 di Rischio, album a cui hanno preso parte Royal Mehdi, Gianni KG, Nunzio StreetChild, Gora, Gué Pequeno e Jake La Furia dei Club Dogo, Vincenzo da Via Anfossi, Ricardo, i Co'Sang, Primo Brown, Esa e Word, Il coscritto di Nest e The Newkingztape Vol. 1 di Inoki, a cui hanno collaborato vari MCs tra cui Tek Money, Lamaislam, Nunzio, Lady T, Word, Nest e Mistaman. Nel 2007 Inoki fa uscire il CD Nobiltà di strada a cui collaborano Tek Money, Lady T, G-Max e i Mic Meskin (Lamaislam & Nunzio).
Nel 2008 e nel 2009 Inoki ha fatto uscire due mixtape chiamati Street Kingz vol. 1 e vol. 2, a cui collaborarono numerosi esponenti della scena bolognesi, quali, i Mic Meskin e Real Ava che più tardi diventerà uno degli esponenti più noti della scena di Bologna. Nel 2010 si forma la prima crew con come membro Inoki che però non lo vede come leader poiché il leader nonché fondatore della crew assieme a Nunzio è Lamaislam. La crew si chiama Mic Meskin Commando e i membri sono Lamaislam, Nunzio, Inoki, Mc Casaoui, Ciro, Graziano, Mopashà, Gora, Mohamed, Real Ava e Mad Dopa. Il 2010 è anche un anno ricco di uscite, ma la più importante probabilmente è stata quella di Commando dei Mic Meskin (Lamaislam & Nunzio) che come collaborazioni vede quelle di Mc Casaoui, Inoki, Gora, Ciro, Mohamed, Kauta, Ivano127Rosso, Reda Afnorock, Mad Dopa, Big Noyd e Havoc e come produzioni vede quelle di Graziano, Hiko, Kiquè, DJ Shocca e Big Aim. Nel 2010 oltre a Commando uscirono altri dischi importanti per la scena bolognese come Pugni in faccia di Inoki e Mad Dopa a cui collaborano i Sud Sound System, Lamaislam, Mopashà, Mc Casaoui, Nunzio StreetChild più altri MCs della scena pugliese, Bolo Style di Real Ava a cui hanno partecipato Momo 2x2, Lugi, i Fuoco Negli Occhi (Brain, Chiodo, Prosa e Micha Soul), la BPS Click (Bargeman, Fraia Benè, Faskh, Recton e DJ Franco), Mas Mistro, Mopashà, Royal Mehdi, Gianni KG, Inoki, Ciro, i Mic Meskin (Lamaislam & Nunzio), Jose, i Cobra Kay (Bresco, ecc...), Slk e Rischio, Sogni d'oro e Ricorda sempre di Rischio che vedono tra le collaborazioni, quelle di Lamaislam, Mc Casaoui, Royal Mehdi, Word, CUBA Cabbal, Dargen D'Amico, Danti e Gianni KG e 2ND Round Streetape proprio di quest'ultimo che vede le collaborazioni di Brain, Chiodo, Prosa, Micha Soul, Inoki, Lamaislam, Mastino, DJ Droga, Mc Casaoui, Gué Pequeno, Royal Mehdi, Rischio, Esa, Word e Jake La Furia.
Nel 2011 si forma la Rap Pirata che ha come membri Inoki, Lamaislam, Mopashà, Timmy Tiran, Youss Yakuza, Naser, StokGLS e DBA. Sempre nel 2011 Inoki fa uscire una serie di CD chiamati Essenziale e il CD Flusso di coscienza che vede i feat di Lamaislam, Mopashà, Nunzio StreetChild e Eddy J e sempre nel 2011 Rischio e Royal Mehdi fanno uscire il disco Bolotov mixato da DJ Craim ospitato da Mary Jame con i feat di Gianni KG, Dome Damato, Omar Mefisto, Gué Pequeno, Nunzio StreetChild, Puppiddhru, Terron Fabio, Jake La Furia, Kadim, Key l'Omari, Shezan il Ragio, Aban, O'Iank, Co'Sang e Kiquè. Nel 2012 Mopashà fa uscire il CD Non mollo la presa che vede le collaborazioni di Lamaislam, MC Casaoui, Reda, Fadamat, Inoki, Nabil Rai, Kiquè e STOKWDB; nello stesso anno Inoki ha cominciato a progettare il CD L'antidoto, uscito poi nel 2013. Nello stesso anno è uscito pure La gavetta di Timmy Tiran.

## Formazione
- Gianni KG (1992–2005)
- Inoki (1992–2005)
- Pazo (1992–2005)
- DJ Iena (1998-2002)
- DJ Locca (1998-2004)
- Joe Cassano (1998-1999)
- Rischio (1998–2005)
- Word (1998–2005)
- Lamaislam (1999–2005)
- Nest (1999-2005)
- Royal Mehdi (1999–2005)
- DJ Jay Kay (2001-2002)
- Next One (2001)
- Shablo (2001-2004)
- Nunzio StreetChild (2002–2005)
- Gora (2002-2005)
- Mopashà (2002-2005)

## Discografia
- 1998 – Demolizione 1
- 2002 – Demolizione 2
- 2004 – PMC VS Club Dogo - The Official Mixtape (con i Club Dogo)